# Pantana visum
Pantana visum är en fjärilsart som beskrevs av Jacob Hübner 1825. Pantana visum ingår i släktet Pantana och familjen tofsspinnare. Inga underarter finns listade i Catalogue of Life.